# José Roberto Bertrami

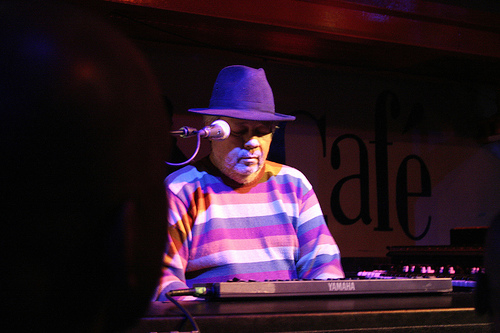

José Roberto „Zé“ Bertrami (* 21. Februar 1946 in Tatuí; † 7. Juli 2012 in Rio de Janeiro) war ein brasilianischer Musiker (Piano, Keyboard), Komponist, Arrangeur und Bandleader im Bereich des Bossa Nova, Fusion und Smooth Jazz.

## Leben und Wirken
Bertrami, der vor allem als Leiter der Band Azymuth bekannt wurde, hatte eine klassische Klavierausbildung und war vom Jazzpianisten Bill Evans beeinflusst. Als Keyboarder spielte er zu Beginn seiner Karriere in der Formation Tamba 4 von Luiz Eça, der ein wichtiger Mentor für ihn wurde. 1965 veröffentlichte er ein erstes Soloalbum und arbeitete dann bei Flora Purim und Robertinho Silva, bevor er den Schlagzeuger Ivan Conti kennenlernte, mit dem er 1972 die Formation Azymuth bildete; drittes Mitglied wurde der Bassist Alex Malheiros. Für Milestone Records spielte die Band eine Reihe von erfolgreichen Alben ein, wie Light As a Feather und Telecommunications; den größten Hit hatte sie mit dem Song Jazz Carnival. 1988 trennte sich Bertrami von der Gruppe, um ab Anfang der 1990er erneut sporadisch mit ihr zu arbeiten. Er arbeitete in den folgenden Jahren als Komponist und Arrangeur u. a.  mit Chico Buarque, Toninho Horta, Eddie Palmieri, Marcos Valle, Jorge Ben Jor, Sarah Vaughan, Elis Regina, Mark Murphy, Joe Pass, Erasmo Carlos, Milton Nascimento, Airto und Flora Purim. Ab 1994 arbeitete Bertrami mit seiner Band José Roberto Bertrami And His Modern Sound, mit der er bei Far Out Recordings die Alben Things Are Different und Aventura vorlegte.
Sein Sohn Victor Bertrami ist Fusionmusiker.

## Diskographische Hinweise
- Trio (1965)
- The Organ Sound (1970)
- Blue Wave (1983)
- Dreams Are Real (1990)
- Things Are Different (2001)
- Projecto III C / Zé Roberto Bertrami – Encontro (2002)
- Aventura (2009)